# Comuna Vîhiv, Korosten
Vîhiv (în ucraineană Вигівська сільська рада) este o comună în raionul Korosten, regiunea Jîtomîr, Ucraina, formată din satele Borovîțea, Krasnopil și Vîhiv (reședința).

## Demografie
Componența lingvistică a comunei Vîhiv
     Ucraineană (98,23%)
     Rusă (1,44%)
     Alte limbi (0,16%)
Conform recensământului din 2001, majoritatea populației comunei Vîhiv era vorbitoare de ucraineană (98,23%), existând în minoritate și vorbitori de rusă (1,44%).